# Wet-Breyne
De Wet-Breyne (genoemd naar Gustave Breyne) regelt sinds 9 juli 1971 de combinatie van bouw en verkoop van woningen in België. Het kan gaan over nieuwbouw of verbouwingen. Bij verbouwingen moet de waarde van de verbouwingen meer dan 80% van de totaalprijs bedragen.
Het doel is de koper te beschermen tegen (financiële) problemen bij de aannemer, of tegen misbruik. De wet is enkel van toepassing als er maar een enkele aannemer in het project betrokken is en als er een verkoop is. De aannemer is dus tevens de verkoper.
Er is een strikte regeling voorzien voor de overdracht van de betalingen:
- de totaalprijs wordt op voorhand vastgelegd (met mogelijke herziening onder bepaalde voorwaarden)
- de verkoper mag een waarborg eisen van 5% van de totale waarde
- de grond wordt volledig betaald bij het tekenen van de akte
- de werken worden betaald in schijven, volgens voltooiing van de werken
- de aannemer moet verplicht een borgsom storten tegen faillissement of het niet (kunnen) nakomen van zijn verplichtingen (erkende aannemers doen dit bij de Deposito- en Consignatiekas, niet-erkende aannemers bij een financiële instelling).

Tevens is er een strikte omschrijving van de informatieplicht en de inhoud van contract, dat geen onrechtmatig beding kan bevatten. De wet is dwingend (men kan er niet van afwijken). Het niet naleven van de Wet-Breyne kan leiden tot nietigheid van het contract. De notaris zorgt voor de nodige clausules in de verkoopovereenkomst. De verkoper/aannemer blijft verantwoordelijk tot het einde van de werken. Bovendien geldt de standaard tienjarige aansprakelijkheid van aannemer en architect.